# Лющик (Плюський район)
Лющик (рос. Лющик) — присілок в Плюському районі Псковської області Російської Федерації.
Населення становить 45 осіб. Входить до складу муніципального утворення Муніципальне утворення Плюса.

## Історія
Від 2015 року входить до складу муніципального утворення Муніципальне утворення Плюса.

## Населення
| 2001 | 2002 | 2010 |
| ---- | ---- | ---- |
| 89   | ↗105 | ↘45  |